# Rosetta Stone
O Rosetta Stone é um software de ensino de línguas produzido pela Rosetta Stone Inc. O programa utiliza imagens, texto, som e vídeo para ensinar palavras e gramática por meio de repetição espaçada, sem tradução. A empresa chama este método de "Imersão Dinâmica" (um termo que eles têm registrado). O sistema oferece o aprendizado de mais de 30 idiomas diferentes.
O título do software e o logotipo fazem alusão a Pedra de Roseta, uma pedra antiga na qual o Decreto de Memphis está inscrito em três idiomas. As três traduções deram a Jean-François Champollion a oportunidade de decifrar os hieróglifos egípcios.

## Conceito
Em um exercício de Rosetta Stone Language Learning, o aluno associa som ou texto a uma de várias imagens. O número de imagens por tela varia.
Por exemplo, o software mostra ao aluno quatro fotos. Um falante nativo faz uma declaração que descreve uma das fotografias, e a declaração é impressa na tela; o aluno escolhe a fotografia que o locutor descreveu. Em outra variação, o aluno completa uma descrição textual de uma fotografia.
Nos exercícios de escrita, o software fornece um teclado na tela para o usuário digitar caracteres que não estão no alfabeto latino.
As aulas de gramática cobrem tempo gramatical e clima gramatical. Nas aulas de gramática, o programa mostra primeiro ao aluno vários exemplos de um conceito gramatical e, em alguns níveis, a palavra ou palavras nas quais o aluno deve se concentrar são destacadas. Em seguida, o aluno recebe uma frase com várias opções para uma palavra ou frase, e o aluno escolhe a opção correta.
Se o aluno tiver um microfone, o software pode tentar avaliar a pronúncia das palavras.
Cada lição termina com uma revisão do conteúdo daquela lição, e cada unidade termina com um marco, que é uma conversa simulada que inclui o conteúdo da unidade.

### Pontuação
O programa informa imediatamente se a resposta está certa ou errada. Por meio da tela de Preferências, o aluno pode escolher se um som é reproduzido ou não quando uma resposta é clicada. Na parte inferior da janela, o programa mostra todas as telas da lição atual. Se todas as respostas dessa tela estiverem corretas, o botão dessa tela ficará verde. Se algumas respostas estiverem corretas, a borda do botão ficará verde, mas o número da tela ficará laranja. Se todas as respostas para uma tela estiverem erradas, o botão ficará laranja. Isso se aplica a todas as lições, exceto lições de revisão e marcos, que são tratadas como testes. Nessas lições, os botões de cada tela permanecem marrons. Em todas as lições, há um botão no canto inferior direito da janela que pode ser passado para exibir quantas respostas estão corretas, erradas ou não foram respondidas. Cada vez que uma resposta é clicada, um ponto é dado. No final da lição, o número total de respostas corretas, erradas ou puladas é mostrado ao lado da porcentagem de respostas corretas para aquela lição. Se muitas perguntas foram respondidas incorretamente, o programa sugere que o aluno deve repetir a lição.

## Estrutura

#### Descubra Idiomas

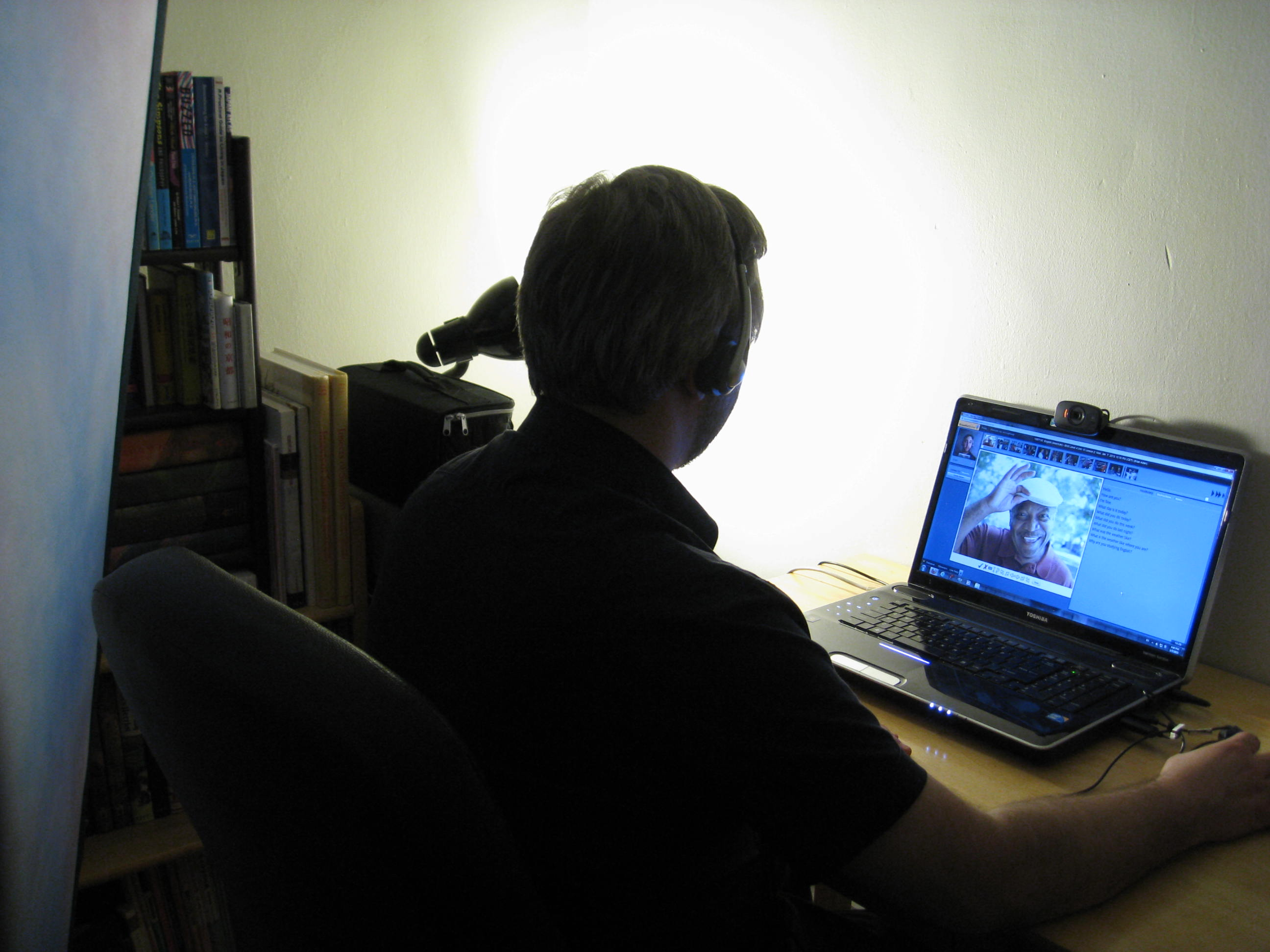
Um treinador de inglês como língua estrangeira conversa com um aluno via Rosetta Studio.

O Discover Languages de Rosetta Stone é um aplicativo atualmente disponível apenas no Xbox One. É muito diferente do design tradicional, envolvendo um mundo virtual e mais um foco em jogos, a fim de atrair mais fortemente o público que joga. Os únicos idiomas suportados atualmente são inglês e espanhol.

### Organização do curso
Os cursos de idiomas são divididos em três a cinco níveis oferecidos como pacotes de idiomas em CD-ROMs ou Download. Nos pacotes de software de varejo da Rosetta Stone, cada CD-ROM tem um nível.
Todas as línguas, exceto o latim, usam principalmente o mesmo conjunto de palavras e frases quase na mesma ordem, principalmente com as mesmas imagens. Parte do material é reutilizado de lição em lição para invocar a retenção de longo prazo.
Cada unidade tem quatro lições principais que duram cerca de 30 minutos. O aluno então passa para um dos seguintes modos de aula: pronúncia, redação, vocabulário, gramática, audição, leitura, conversação. O Milestone é um exercício no final de cada unidade em que os alunos aplicam o que aprenderam na unidade.

### Companheiro de áudio
Em 9 de junho de 2008, a Rosetta Stone introduziu um acréscimo à sua linha de produtos: O companheiro de áudio, gravações de áudio suplementares de palavras e frases. O aluno deve repetir as palavras e frases faladas para prática e memorização. Ao contrário das gravações baseadas no método Pimsleur, o companheiro de áudio não fornece narração nem traduções. A Rosetta Stone distribui os suplementos de áudio em CD de áudio e como arquivos MP3. Cada Audio Companion complementa um nível do curso de idioma e cada disco complementa uma unidade específica. Os pacotes completos do curso da versão 4 incluem material de áudio complementar para cada nível.

### Programa de línguas ameaçadas de extinção
O Programa de Línguas Ameaçadas foi criado em 2004 para uso por comunidades de línguas ameaçadas de extinção engajadas na revitalização da língua.
As organizações que contratam o Endangered Language Program para desenvolver software personalizado possuem os direitos de vendas e distribuição de seu produto final, permitindo que as comunidades controlem esse recurso de idioma e respeitando os direitos de propriedade intelectual nativos. Portanto, essas versões não são comercializadas por meio dos estabelecimentos usuais, como livrarias ou sites comerciais.
Com sede em Harrisonburg, Virgínia, o Endangered Language Program começou a oferecer um programa de subsídios corporativos em 2007 para financiar os custos de desenvolvimento das comunidades premiadas. A Rosetta Stone Inc. ofereceu os primeiros prêmios do programa de bolsas à tribo Chitimacha da Louisiana e à coalizão Navajo Language Renaissance.
O Programa de Língua em risco de extinção também oferece estágios remunerados para alunos de graduação e pós-graduação interessados em contribuir com o trabalho do programa.
Em novembro de 2015, o Chickasaw Nation, por meio do Programa de Revitalização da Língua Chickasaw estabelecido em 2007, contratou a Rosetta Stone para personalizar o conteúdo de aprendizagem de idiomas para preservar e apresentar a língua Chickasaw a seus mais de 60.000 membros em todo o mundo. Esse esforço ocorre porque a Nação Chickasaw tem aproximadamente 50 falantes nativos restantes, e seu último falante monolíngue morreu em 2013.

## Críticas

### Críticas de especialistas em idiomas
As críticas frequentes ao programa surgem por sua falta de sensibilidade às diferenças entre as várias línguas em que vem e suas respectivas culturas. As primeiras versões do software apresentavam os mesmos conceitos na mesma ordem, usando as mesmas imagens obtidas principalmente em Washington, D.C. área próxima à sede da empresa na época em Harrisonburg, Virgínia. Na versão mais recente, houve algumas modificações no conjunto de imagens para determinados idiomas ou regiões.
Outro problema frequente era o uso de vocabulário mais formal do que o normalmente usado por falantes nativos. Em 2006, o revisor da Macworld Cyrus Farivar observou que seu CD persa usava khodrow para "carro", embora a maioria dos falantes nativos usem uma palavra emprestada do francês ma: sheen. O mesmo curso não ensinou palavras que seriam importantes para quem está aprendendo persa, como "pão" e "chá"; entretanto, curiosamente incluía a palavra "elefante" em uma lição de vocabulário básico. Perplexo com a questão de por que a palavra "elefante" seria ensinada em uma língua onde nunca poderia ser usada (não há muitos elefantes no Irã), Farivar ligou para a Rosetta Stone, Inc. Foi informado que a empresa faz quatro pinturas diferentes conjuntos: um para idiomas ocidentais, outro para idiomas asiáticos e dois conjuntos exclusivos para cada suaíli e latim. O CD em persa usava o conjunto de imagens ocidentais, o que explica por que as imagens não eram culturalmente relevantes.

#### Donald McRae sobre o curso de alemão
WritiEscrevendo em 1997, Donald McRae, da Brock University, disse que Rosetta Stone representava "boa pedagogia" e que "os autores do programa nunca perdem de vista uma metodologia de ensino sólida". Descreveu o curso de alemão da Versão 2 como "muito bom", mas indicou que tinha "algumas ressalvas".

#### Mark Kaiser sobre o curso de russo
Em uma revisão de 1997 do curso de língua russa Versão 2, Mark Kaiser, diretor do Language Media Center da Universidade da Califórnia, Berkeley, chamou o programa de "lamentavelmente inadequado por uma série de razões".
Uma das observações de Kaiser foi que o software Rosetta Stone falha em fornecer um contexto cultural relevante. Como a empresa usa as mesmas fotos em todos os seus cursos de idiomas, elas retratam pessoas, atividades e produtos manufaturados que são visivelmente americanos. Kaiser também descobriu que o Rosetta Stone Versão 2 não fornece uma maneira para os alunos avaliarem suas habilidades de conversação e que algumas das palavras e frases são muito baseadas em inglês.
“Todo o pacote carece de embasamento pedagógico”, concluiu. "Em vez disso, utiliza o brilho das capacidades multimídia do computador, a escassez de software de qualidade em língua estrangeira e o marketing inteligente para criar um produto economicamente bem-sucedido."

#### Análise de Stephen Krashen
O especialista em aprendizagem de línguas Stephen Krashen descobriu que os poucos estudos sobre o software produziram resultados de aprendizagem "quase tão eficazes quanto a instrução tradicional em testes tradicionais.

## Premiações

#### Da indústria de software
- 2011 Adobe MAX Menção honrosa, Design Disruptivo[20]
- 2011 South by Southwest Prêmios interativos, recurso educacional[21]
- 2010 Consumer Electronics Show, Inovação[22]
- 2009 Tech Circle Gold Award para software empresarial[23]
- 2009 Children's Technology Review Prêmio Escolha do Editor[24]
- 2008–2009 Codie awards, Melhor solução instrucional em outras áreas do currículo[25]

#### De organizações sem fins lucrativos
- 2012 World Affairs Council of Washington, DC Prêmio Educação[26]
- 2009 Association of Educational Publishers Award[27]
- 2011 USDLA Prêmios Internacionais de Excelência em Ensino à Distância[28]
- 2010 USDLA Silver Award, Melhores práticas em programação de ensino à distância[29]

#### De revistas
- 2011 Prêmio Escolha dos Editores da PCMag.com[30]

## Uso institucional

### Exército dos EUA
Em dezembro de 2007, o Exército dos Estados Unidos ofereceu uma versão militar especial do árabe para ajudar as tropas destacadas para o Oriente Médio a aprender a língua para conversas e frases importantes em uma situação militar. Estava disponível para todo o pessoal do Exército dos EUA, cadetes da Academia Militar dos EUA, cadetes ROTC do Exército dos EUA contratados e outros convidados especiais com um patrocinador.
O Exército dos Estados Unidos "E-Learning", um produto SkillPort, ofereceu a versão 3 online completa, com exceção de apenas alguns idiomas. O site do E-Learning do Exército estava acessível para a maioria dos membros do Exército com um endereço de e-mail válido do AKO (Army Knowledge Online) ou CAC (Common Access Card).
O contrato do Exército da Rosetta Stone terminou em 24 de setembro de 2011.
Outros ramos das forças armadas dos EUA também ofereceram o software Rosetta Stone. A Força Aérea dos Estados Unidos também oferece uma versão semelhante para oficiais de nível empresarial. O Corpo de Fuzileiros Navais dos Estados Unidos também oferece uma versão online de todos os idiomas que a Rosetta Stone oferece por meio de seu portal de Aprendizado à Distância MarineNet.
O Departamento de Estado dos Estados Unidos usa o Rosetta Stone (versão 3 de 2009) como um complemento para seus programas de idiomas de ensino presencial e à distância fornecidos por meio do Foreign Service Institute. É gratuito para funcionários públicos e estrangeiros.

### James Madison University
Em abril de 2011, a James Madison University foi a primeira universidade a se associar à Rosetta Stone a oferecer o Rosetta Stone Version 4 TOTALe como um curso de conversação de espanhol I credenciado. O programa ensina espanhol por meio de uma série de imagens que, ao serem clicadas, mostram a palavra do vocabulário. O aluno falará em um microfone e o software de reconhecimento de voz corrigirá as palavras pronunciadas incorretamente, de acordo com Reilly Brennan, Diretor de Relações Públicas da Rosetta Stone. O curso está disponível para adultos que desejam concluir um curso de docência e os alunos que não buscam um diploma podem participar do curso. A oferta credenciada Rosetta Stone TOTALe é um programa intensivo de aprendizado de idiomas de 16 semanas. O programa é acessado totalmente online e segue um currículo aprovado pela Rosetta Stone e James Madison University.